# Zjednoczenie Niemieckie

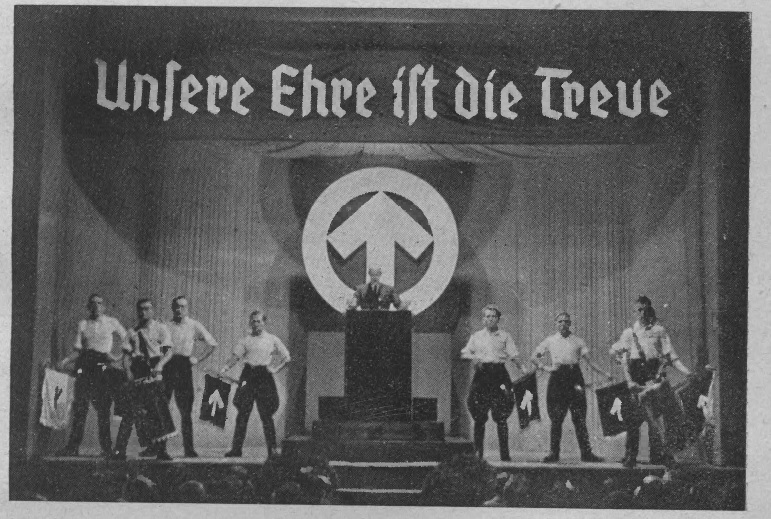
Wiec Zjednoczenia Niemieckiego w Bydgoszczy. Nad przemawiającym Hansem Kohnertem wisi baner z napisem „Naszym honorem jest wierność” (10 września 1938)

Zjednoczenie Niemieckie (niem. Deutsche Vereinigung, DV) – niemiecka organizacja o profilu narodowo-socjalistycznym, działająca w województwie pomorskim i poznańskim w granicach II RP w latach 1934-1940.

## Historia

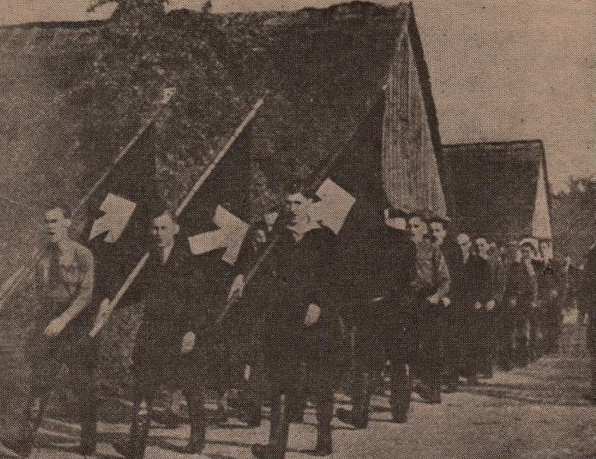
Członkowie Zjednoczenia Niemieckiego w podbydgoskich Prądach (maj 1939)

Organizacja powstała 8 września 1934 r. w Bydgoszczy po rozwiązaniu „Zjednoczenia Niemieckiego w Sejmie i Senacie dla Poznańskiego, Okręgu Noteci i Pomorza”. W skład organizacji weszły organizacje mniejszości niemieckiej w Polsce jak „Niemiecki Blok Jedności” (niem. Deutscher Einheitsblock) działający w poznańskim, „Niemiecki Młody Blok” (niem. Deutscher Jungblock) z Grudziądza oraz „Niemiecka Główna Komisja Wyborcza” (niem. Deutscher Hauptwahlausschuß) działająca na Pomorzu. Kierownictwo organizacji objął początkowo Erik von Witzleben, a następnie Hans Kohnert.
W ciągu pół roku od założenia powstało 150 oddziałów, a do maja 1934 r. DV miało już 16 474 członków. Na przełomie roku 1935/36 liczba członków wzrosła do 52 000 w 240 oddziałach a w 1937 roku do 57 000 w 280 oddziałach, co czyniło z niej największą organizację mniejszości niemieckiej w Polsce. Organizacyjnie DV, podobnie jak inne niemieckie organizacje w przedwojennej Polsce, podlegała Hauptamt Volksdeutsche Mittelstelle, zwanej w skrócie VoMI, kierowanej przez Obergruppenführera SS Wernera Lorenza.
Zjednoczenie Niemieckie, które początkowo zaliczane było do tzw. ruchu staroniemieckiego, rywalizowało z inną organizacją mniejszości niemieckiej w Polsce – Partią Młodoniemiecką w Polsce. DV jednak stopniowo przejmowało od Partii Młodoniemieckiej ideologię narodowosocjalistyczną. DV wydawało trzy gazety „Deutsche Rundschau in Polen” (Bydgoszcz), „Posener Tageblatt” (Poznań) oraz „Pommereller Tageblatt” (Tczew), które spełniały przede wszystkim cele agitacyjne.
Podczas zebrań członkowie DV nosili jednolity strój, składający się z czarnych spodni lub spódnicy, białej koszuli i czarnego krawata. Noszenie tych ubrań w miejscach publicznych było zabronione i skutkowało grzywną za naruszenie. Znakiem DV była „Tatrune”, biała strzała na czarnym tle zwrócona w górę – ten znak to tak zwana Runa Tiwaz. Organizacją młodzieżową DV był „Niemiecki Związek Opieki nad Młodzieżą” (niem. Deutscher Verband für Jugendpflege).
21 stycznia 1940 r. Zjednoczenie Niemieckie rozwiązano.

### Obóz w Kęsowie
Obóz dla młodzieży zorganizowano w kwietniu 1937 r. w Kęsowie w majątku ziemskim sióstr Augusty i Margarety Wehr na wzór obozów przysposobienia wojskowego. Program zajęć obejmował ćwiczenia gimnastyczne oraz pracę w folwarku. Organizatora obozu Armina Droßa witano podniesieniem ręki i okrzykiem „Heil”. Wieczorami odbywały się tzw. „Heimabendy”, tj. wieczorki, na których były wykłady, śpiewy, czytano z książek o Niemcach i Hitlerze, m.in. „Mein Kampf”. Uczestników uczono, że „ziemie te mogą wrócić, więc trzeba utrzymać na nich ducha niemieckiego”. W dniu 20 kwietnia urządzony był wieczór z okazji urodzin Hitlera. Czytano wtedy z książek, omawiano życiorys Hitlera i mówiono uczestnikom obozu, że „mają tak żyć, jak Hitler uczy”. Na ścianie wisiał obraz Hitlera, otoczony zielenią, a pod nim stała świeca. Dzień wcześniej słuchano w radiu przemówienia Goebbelsa. Ponieważ obóz nie był zameldowany, sąd okręgowy w Chojnicach skazał organizatorów i uczestników obozu oraz właścicielki folwarku, łącznie 22 osoby, na kary od 5 miesięcy do 2 lat pozbawienia wolności w zawieszeniu oraz umieszczenia w zakładzie poprawczym. W czasie rewizji folwarku znaleziono wiele druków, broszur i ulotek o treści antypolskiej oraz nielegalną broń.
Podobne obózy dla skoszarowanej młodzieży zorganizowano w tym samym okresie w schronisku dla młodzieży w Zielonce (pow. bydgoski), majątku Jastrzębie (pow. świecki), Prusinowie (pow. działdowski) oraz obóz dla dziewcząt w Gdańsku .

### Krwawa niedziela
3 września 1939 r. ok. godziny 22, podczas bydgoskiej krwawej niedzieli niemieccy dywersanci na Prądach ostrzelali wycofujące się z „Przedmościa bydgoskiego” oddziały 15 Wielkopolskiej Dywizji Piechoty. W akcji odwetowej rozstrzelano 15 Niemców (m.in. Ferdinanda Dregera, Gustava Dregera, Gustava Rudolfa Kopiske i Ferdinanda Giese).

## Geneza utworzenia DV
- „Deutsche Vereinigung im Netzedistrikt” (Zjednoczenie Niemieckie w Obwodzie Nadnoteckim) – założone 1 listopada 1918 r. w Bydgoszczy przez Georga Cleinowa
- „Deutsche Partei-Vereinigung des deutschen Volkstums in Polen” (Partia Niemiecka – Zjednoczenie Narodowości Niemieckiej) – założona 3 sierpnia 1919 r. w Tczewie z inicjatywy Zjednoczenia Niemieckiego w Obwodzie Nadnoteckim, siedziba partii znajdowała się w Bydgoszczy
- „Deutschtumsbund zur Wahrung der Minderheitenrechte” (Związek Niemczyzny dla Ochrony Praw Mniejszości w Polsce) – założony 8 maja 1921 w Bydgoszczy po połączeniu DP-Verein. i „Zentralarbeitsgemeinschaft der Politischen Parteien” (Centralna Wspólnota Pracy Partii Politycznych)
- „Deutsche Vereinigung im Sejm und Senat für Posen, Netzegau und Pommerellen” (Zjednoczenie Niemieckie w Sejmie i Senacie dla Poznańskiego, Okręgu Noteci i Pomorza) – założone w 1923 r. w Bydgoszczy po zakazie działalności Deutschtumsbundu
- „Deutsche Vereinigung” (Zjednoczenie Niemieckie) – założone 8 września 1934 r. w Bydgoszczy po rozwiązaniu Zjednoczenia Niemieckiego w Sejmie i Senacie

## Struktura DV
Poza Hansem Kohnertem wyróżniającymi się działaczami Deutsche Vereinigung w Bydgoszczy byli:
- Gero von Gersdorff – referent organizacyjny, zastępca kierownika
- Udo Milbradt – referent gospodarczy
- Friedrich Mielke – referent szkolny, odpowiedzialny za tajne szkolnictwo
- Waldemar Adelt – referent propagandowy
- Hertha Koschowitz – referentka organizacyjna ruchu kobiet
- Liselotte Freimann – działaczka młodzieżowa
- Armin Droß – działacz młodzieżowy, organizator tajnego obozu młodzieży w kwietniu 1937 r. w Kęsowie
- Karl Truderung – działacz młodzieżowy
- Otto Niefeldt – członek zarządu DV, agent Abwehrstelle w Szczecinie
- dr Siegfried Staemmler – lekarz, przewodniczący bydgoskiego oddziału DV
- Gotthold Starke – naczelny redaktor „Deutsche Rundschau in Polen”
- Julius Aßmann – pastor, superintendent Ewangelickiego Kościoła Unijny w Polsce
- Kurt Eichstädt – pastor, prezes „Deutscher Wohlfahrtsbund” (Niemiecki Związek Opieki Społecznej)
- Adolf Schramm – organizator i kierownik „Wirtschaftsverband Städtischer Berufe” (Związek Gospodarczy Zawodów Miejskich)
- Emil Steller – działacz „Westpolnische Landwirtschaftliche Gesellschaft” (Zachodniopolskie Towarzystwo Rolnicze)